# Stefano Madia
Stefano Madia (31 de diciembre de 1954 - 16 de diciembre de 2004) fue un actor de cine italiano. Apareció en doce películas entre 1978 y 1993. En el Festival de Cine de Cannes de 1979 ganó el premio al Mejor Actor de Reparto, por la película Caro papá de Dino Risi.

## Filmografía

### Cine
- Ernesto de Salvatore Samperi (1978)
- Caro papá de Dino Risi (1979)
- La vita è bella de Grigori Chukhrai (1979)
- Razza selvaggia de Pasquale Squitieri (1980)
- Vigili e vigilesse de  Francesco Prosperi (1982)
- Il miele del diavolo de Lucio Fulci (1986)
- Camping del terrore de  Ruggero Deodato (1987)
- Dimenticare Palermo de  Francesco Rosi (1990)
- Riflessi in un cielo scuro de Salvatore Maira (1991)
- Oltre la notte de Rosario Montesanti (1993)

### Televisión
- Piazza di Spagna – miniserie TV (1992)